# 陳希同
陳 希同（ちん きどう、チェン・シートン、1930年6月10日 - 2013年6月2日）は、中華人民共和国の政治家。

## 略歴
1948年、18歳で北京大学中文学部入学（その後中退）、1949年12月に中国共産党入党。以来、北京市での活動に携わる。1953年から劉仁・北京市党委員会第二書記の秘書を務めていた経歴から、文化大革命において「旧市委」の人間とみなされ、下放される。1971年に復帰し、昌平県党委書記となる。
1979年12月、北京市副市長に就任。1981年9月、第4期北京市党委の常務委員となる。1982年の第12回党大会で中央委員に当選。1983年に北京市長、1987年に北京市党委副書記となる。1988年、李鵬内閣において国務委員（副首相級）に就任。1989年6月の六四天安門事件においては、第7期全国人民代表大会常務委員会第8回会議で戒厳令を支持し、学生たちの鎮圧を実行した。『動乱と反革命暴乱を制したことに関する状況報告』では6月3日に「数千台の装甲車、数万人の軍人、警官を出動させ」、「反革命暴乱を鎮圧した」という詳細な報告を行っている。1992年10月の第14回党大会で中央政治局委員、12月に北京市党委書記となる。

## 失職
1995年4月4日、汚職の審査を受けていた王宝森・常務副市長が自殺し、27日に監督責任で市党委書記を辞任する。その後、陳自身にも汚職の疑惑がかけられ、9月の第14期5中全会で中央政治局委員・中央委員の職務を解かれ、全人代の職務を罷免される。
1997年8月29日、中国共産党中央規律検査委員会の審査により党籍を剥奪される。1998年7月31日、北京市高級人民法廷は汚職と職務怠慢で懲役16年を下す。政治局委員としては1981年の四人組以来となった。北京市長・市党書記だった91年から94年にかけて企業から55万5千元相当の高額品を受け取り、高級別荘の違法建設に3521万元の公金を使ったとされている。いわゆる長城公司事件と呼ばれるものである。
陳希同は六四天安門事件で功績が大きかったものの、党総書記には江沢民が選ばれ、彼が上海から朱鎔基や曽慶紅など腹心を次々と引き上げたのに対し、陳には全く論功行賞がなく、加えて江沢民ら中央を無視した行動が多かったため、陳希同の失脚は事実上の「北京独立王国」を潰す政争に敗北した結果だったという見解が一般的である。江沢民に批判的な陳希同が失脚した後の北京市党委書記は中央規律検査委員会書記の尉健行が兼任し、さらに江沢民派の賈慶林に任されたことからもそれがうかがえる。

## 晩年
2006年7月、ガン治療のために保釈されたと香港紙が報じた。
2009年12月、『羊城晩報』が、陳希同が末期ガンを患っており、現在は、病院で治療を受けていると報じた。
2012年5月、陳がサウスチャイナ・モーニング・ポストのインタビューに応じ、六四天安門事件について「避けられた可能性のある悔やまれる悲劇だった」と語った、しかし、陳が自分は確固たる共産主義者であると述べたというニュース報道もあり、暴動に反対することは彼の基本的な態度であり、彼はこの見解を変えていません。
彼の意見は、「六四」の結果は悲劇だったが、しかし「天安門広場で何千人も死んだ。でたらめだ」と主張し。「解放軍も確実に殺され、燃やされた。憎しみでもある」と強調した。そして、この事件の原因は動乱のままだと考え、反対してきた。
2012年5月には、北京市内の病院で療養中と報じられた。
2013年6月2日、死去。